# Bierville

Bierville este o comună în departamentul Seine-Maritime, Franța. În 1 ianuarie 2022 avea o populație de 320 de locuitori.